# Enrique Bermúdez
Enrique Bermúdez Varela (11 de dezembro de 1932 - 16 de fevereiro de 1991), conhecido como Comandante 380, foi um soldado e rebelde nicaraguense que fundou e comandou os Contras nicaraguenses. Nessa qualidade, tornou-se uma figura global central em um dos conflitos mais proeminentes da Guerra Fria.

## Carreira
Bermúdez fundou o maior exército Contra na guerra contra o governo sandinista marxista da Nicarágua, que foi apoiado pela União Soviética e Cuba. De 1979 até o fim do conflito militar em 1990, Bermudez foi o principal comandante militar dos Contras. Além de ser responsável por todas as operações militares dos Contras, Bermúdez acabou ajudando a gerenciar a transição dos Contras para um partido político de oposição no início dos anos 1990, depois que a segunda eleição na Nicarágua pós-Somoza terminou em derrota para os sandinistas. A primeira eleição, realizada em 1984 com graves irregularidades, resultou em uma vitória para Daniel Ortega e os sandinistas; foi a rejeição desse resultado questionável que levou os Contras a continuarem sua insurgência até que Ortega e os sandinistas fossem finalmente expulsos do cargo.
Em 16 de fevereiro de 1991, Bermudez foi assassinado em Manágua.